# Balič
Balič je priimek več znanih Slovencev:
- Josip Balič (1854—1933), učitelj in kulturni zgodovinar
- Jože Balič (*1951), strojnik, univerzitetni profesor